# Poecilochroa malagassa
Poecilochroa malagassa är en spindelart som beskrevs av Embrik Strand 1907. Poecilochroa malagassa ingår i släktet Poecilochroa och familjen plattbuksspindlar.
Artens utbredningsområde är Madagaskar. Inga underarter finns listade i Catalogue of Life.